# Веруа Савоја
Веруа Савоја (итал. Verrua Savoia) је насеље у Италији у округу Торино, региону Пијемонт.
Према процени из 2011. у насељу је живело 1477 становника. Насеље се налази на надморској висини од 288 м.

## Становништво
| 1931. | 1936. | 1951. | 1961. | 1971. | 1981. | 1991. | 2001. | 2011. |
| ----- | ----- | ----- | ----- | ----- | ----- | ----- | ----- | ----- |
| 2.312 | 2.273 | 2.010 | 1.756 | 1.553 | 1.331 | 1.282 | 1.477 | 1.459 |